# Johannes Juul
Johannes Juul, född 27 oktober 1887 i Ormslev, död 5 november 1969 i Haslev, var en dansk uppfinnare och vindkraftspionjär.
Johannes Juul utbildade sig till elektriker 1904 på Askovs Folkhögskola, bland annat för den danske vindkraftpionjären Poul la Cour. Han blev auktoriserad elinstallatör 1914 och drev en elinstallationsfirma i Köge 1915-26. Mellan 1926 och 1957 arbetade han på Sydøstsjællands Elektricitets Aktieselskab (SEAS), där han bland annat experimenterade med elgenererande vindkraftverk. Det första uppfördes 1950 vid Vester Egesborg och hade en effekt på 10 kW. Den andra byggdes 1952 på Bogø i Vordingborgs kommun med en generatoreffekt på 45 kW.
Han var därefter konstruktören av det tredje försöksprojektet, Gedser forsøksmølle från 1957, ett experimentvindkraftverk på 200 kW med en trebladig propeller. Det är numera inkluderat i Danmarks kulturkanon under kategorin Design och konsthantverk. Det ursprungliga generatorhuset och propellern finns numera på Elmuseet vid vattenkraftverket Gudenaacentralen i Bjerringbro i Midtjylland.